# Abraxas epipercna
Abraxas epipercna är en fjärilsart som beskrevs av Eugen Wehrli 1931. Abraxas epipercna ingår i släktet Abraxas och familjen mätare. Inga underarter finns listade i Catalogue of Life.